# Minor Mishaps
Minor Mishaps (Små ulykker) è un film del 2002 diretto da Annette K. Olesen.